# Gustav Simon (Gauleiter)
Gustav Johannes Simon, född 2 augusti 1900 i Malstatt-Burbach (i dag en del av Saarbrücken), Saarland, Tyskland, död 18 december 1945 i Paderborn, Nordrhein-Westfalen, Tyskland, var en tysk nazistisk politiker. Han var Gauleiter för Gau Moselland samt chef för civilförvaltningen i det av Nazityskland ockuperade Luxemburg från 1940 till 1944.
Simon inträdde redan 1925 i NSDAP. Han var Obergruppenführer i Nationalsozialistisches Kraftfahrkorps (NSKK).
Omständigheterna kring Simons död är oklara, men förmodligen begick han självmord i december 1945.